# Lapított májmoha
A lapított májmoha (Radula complanata), egy Európában gyakori, fán élő (epifita) májmohafaj a Radulaceae monofiletikus családból.

## Jellemzői

### Megjelenése
A növények sárgás-zöld, világoszöld színűek, 1,5-2,5 mm szélesek és 1 cm hosszúak. Lapos, kis tenyérnyi kerek foltokban nőnek, amelyek erősen az aljzathoz lapulnak. A levelei a száron két oldalt állnak váltakozva. A levélkék két lebenyből állnak, a felső lebeny lekerekített vagy tojásdad alakú, az alsó sokkal kisebb, téglalap-négyzet alakú, épszélűek. A levelek elhelyezkedése "felső állású (incubous)", ami azt jelenti, hogy az egyik levél felső széle lefedi a következő levél alsó szélét. A levélkék közepén lévő levélkesejtek hatszögletűek, 24-30 µm méretűek. Az allevelek hiányoznak.

### Szaporodása
A növények egylakiak. A hím ivarszervek a női ivarszervek alatt helyezkednek el. Mind a női, mind a hímivarszervek levélkékkel vannak körbevéve. Gyakran képződnek a lapított perianthiákból sporofitonok. Gyakran sarjtestek fejlődnek a levelek szélein, tehát ivartalanul is képes szaporodni.

## Előfordulás, élőhely
A lapított májmoha elsősorban lombhullató fák, különösen juhar, kőris és nyár kérgén él, ritkán sziklákon vagy talajon. Fényben gazdag vagy közepesen árnyékos helyeket kedveli, a felnyíló erdőkben és erdőszéleken gyakori. A moha cirkumborális elterjedésű, és gyakori faj Európában. Gyakran együtt nő a kerekesféreg-lakta májmohával (Frullania dilatata). Magyarországon is gyakori faj. Hazai vörös listás besorolása: gyakori, nem veszélyeztetett (LC).

## Képek

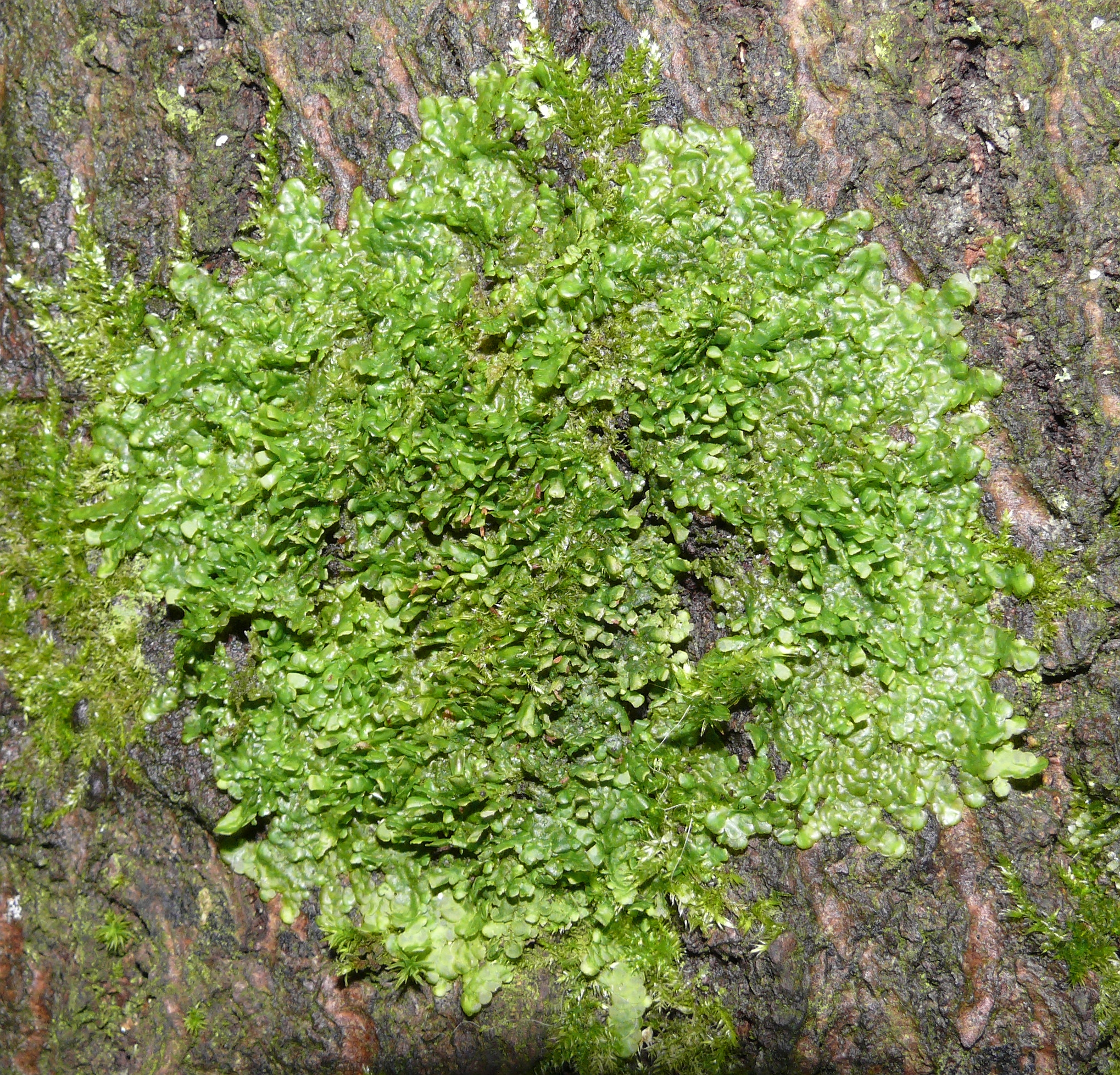
Habitus kép a fakérgen élő májmoháról
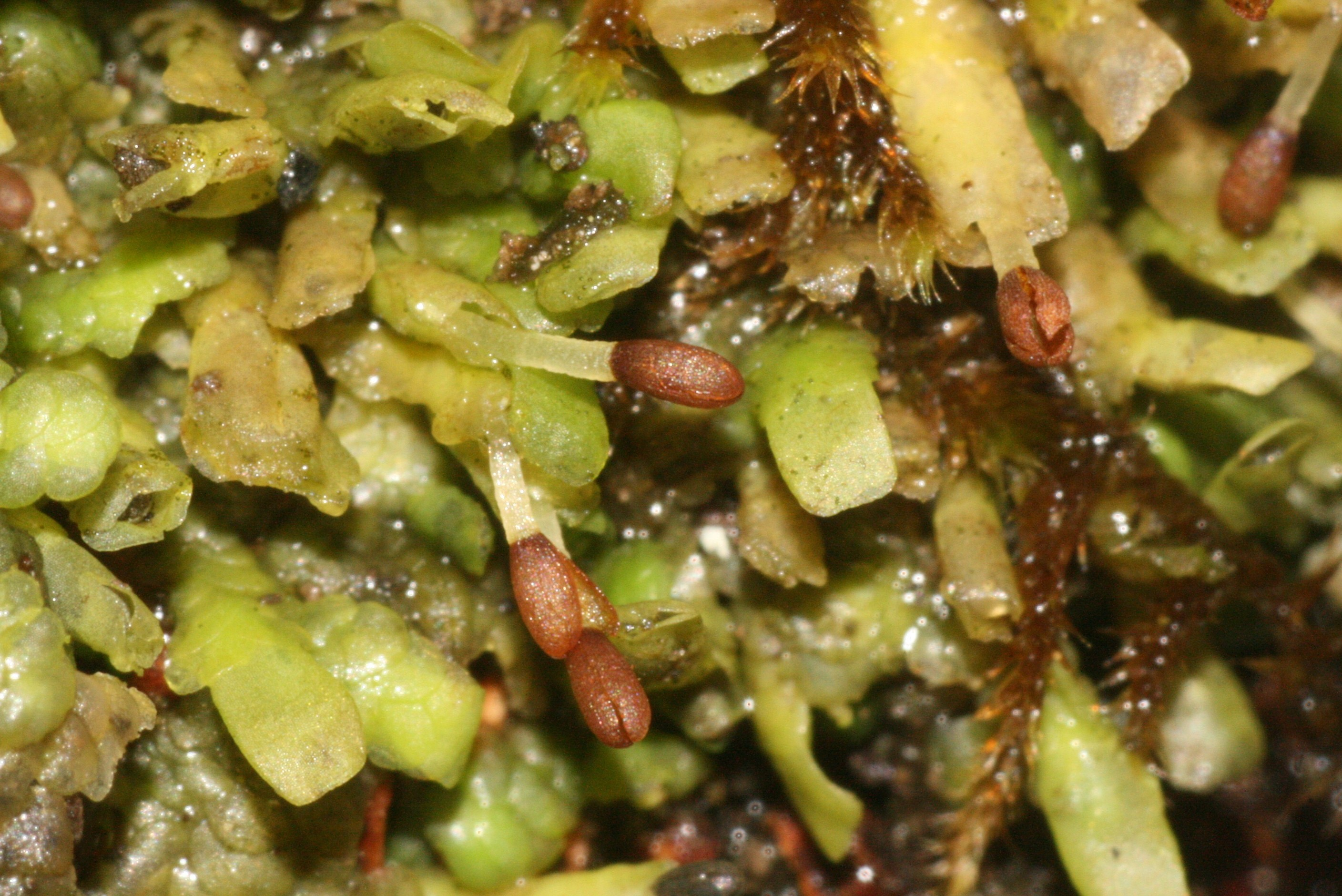
Perianthiumok (női ivarszervek) és sporofiták a hajtásvégeken
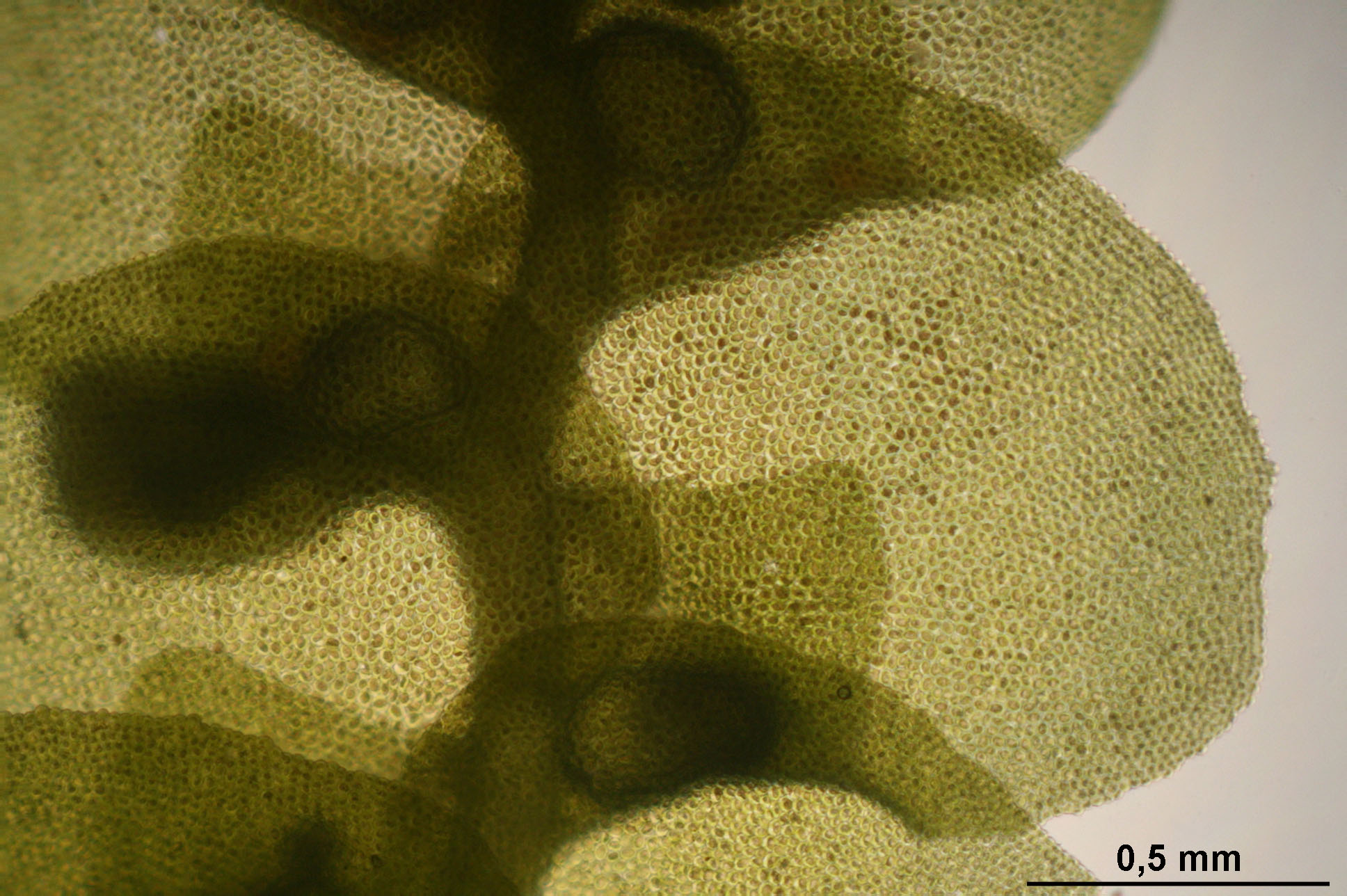
Mikroszkópos kép a levélkékről
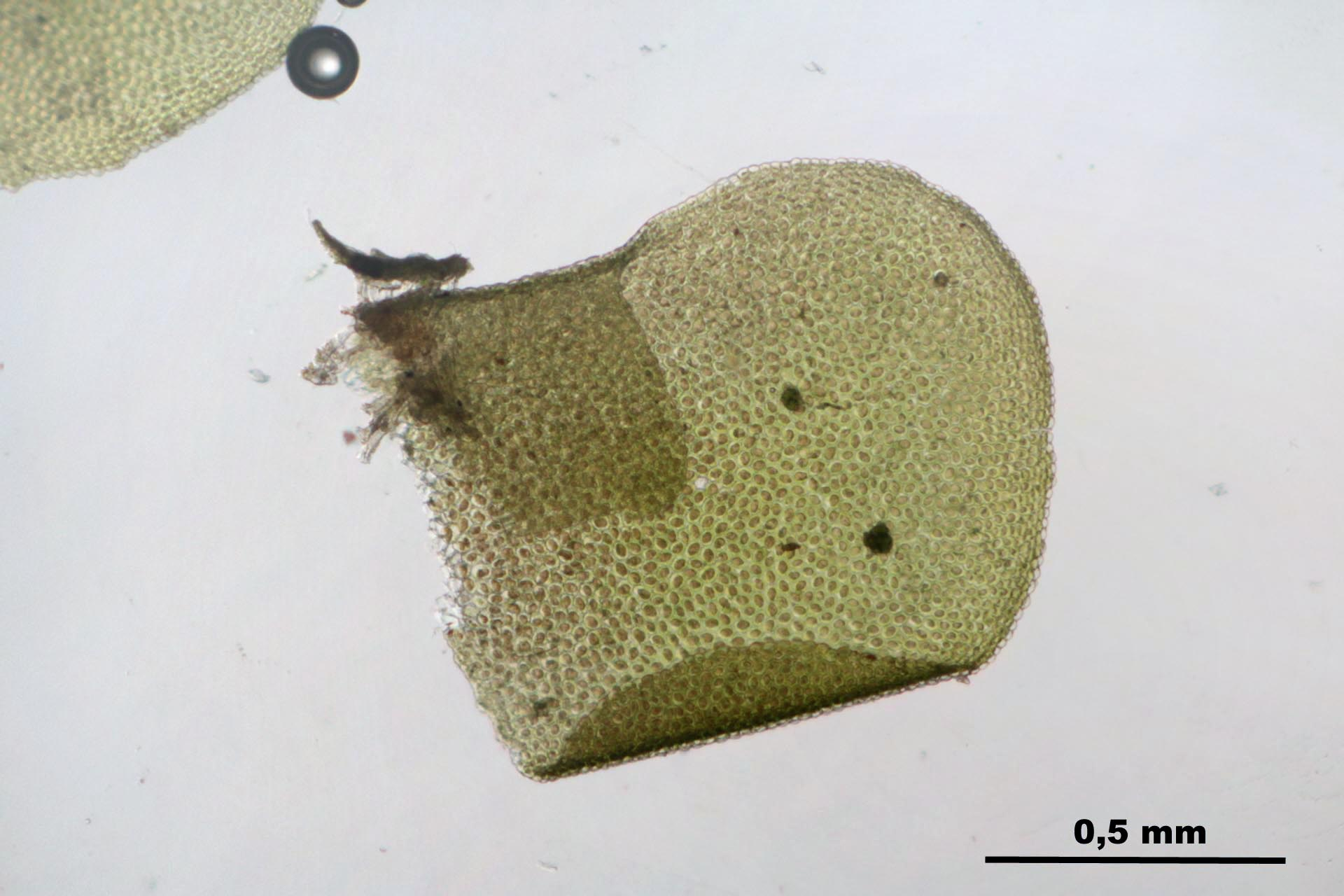
A levélke két lebenyből áll
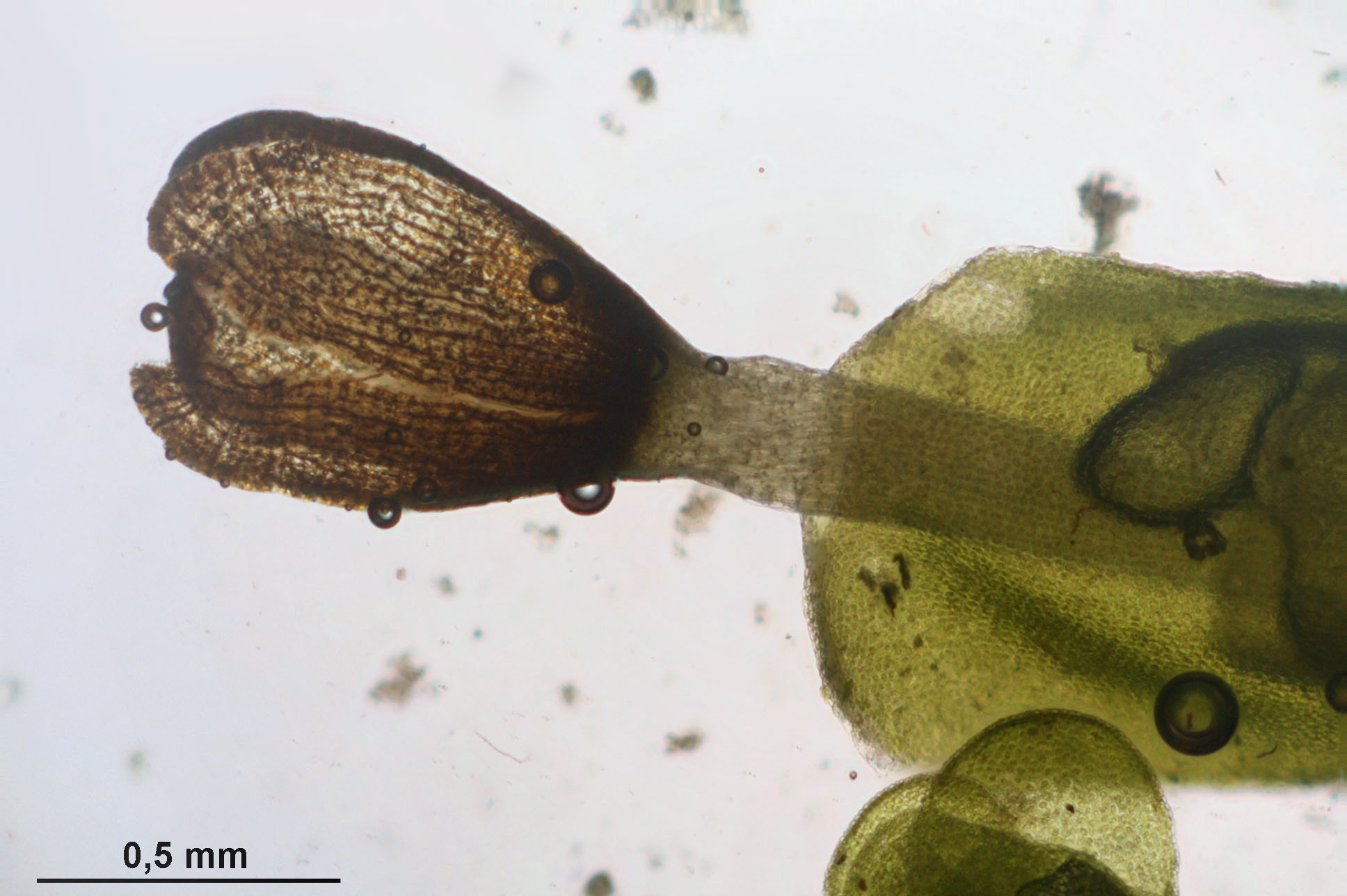
Spóratok mikroszkópos képe

## Fordítás
Ez a szócikk részben vagy egészben  a   Gewöhnliches_Kratzmoos című német Wikipédia-szócikk ezen változatának fordításán alapul.  Az eredeti cikk szerkesztőit annak laptörténete sorolja fel. Ez a jelzés csupán a megfogalmazás eredetét és a szerzői jogokat jelzi, nem szolgál a cikkben szereplő információk forrásmegjelöléseként.